# 左世忠
左世忠（1953年7月—），男，汉族，山西原平人，中华人民共和国政治人物。

## 生平
1968年10月参加工作，曾在左云县小京庄乡插隊勞動，任左云县工业局干事。1972年在部队服役。1974年9月加入中国共产党。1977年任左云县公安局干事。1980年任左云县委政法委办公室主任；1983年任左云县人民法院党组书记、院长；1988年任雁北地区中级人民法院党组副书记、常务副院长。1993年任大同市中级人民法院党组书记、院长；1998年任山西省高级人民法院党组成员、副院长，二级高级法官；2003年任山西省高级人民法院党组副书记、常务副院长，一级高级法官。2007年2月，升任山西省高级人民法院院长、党组书记，为中华人民共和国二级大法官。2017年1月，卸任山西省高级人民法院院长。
2008年，当选全国人大代表。2013年，被选为全国人大代表。